# Per sempre ci sarò
Per sempre ci sarò (Steal the Show) è un singolo di Mr. Rain, pubblicato il 9 giugno 2023 come estratto dalla colonna sonora del film di animazione Elemental. Il brano compare sia durante alcune scene del film, nella versione italiana, che durante i titoli di coda.

## Descrizione
Il brano musicale nasce dall'adattamento, realizzato dallo stesso Mr. Rain, della canzone proposta nella versione in lingua inglese del film, ossia Steal the Show, scritta da Lauv.

## Tracce
Testi di Ari “Lauv” Leff e Michael Matosic, musiche di Ari “Lauv” Leff e Thomas Newman.
1. Per sempre ci sarò (testi in italiano Mr. Rain e  Lorenzo Vizzini) – 3:09